# Pemba Kaskazini
Pemba Kaskazini (englisch Pemba North, deutsch Pemba-Nord) ist eine Verwaltungsregion Tansanias mit der Hauptstadt Wete. Im Süden grenzt sie an die Region Pemba Kusini, sonst ist sie vom Indischen Ozean umgeben.

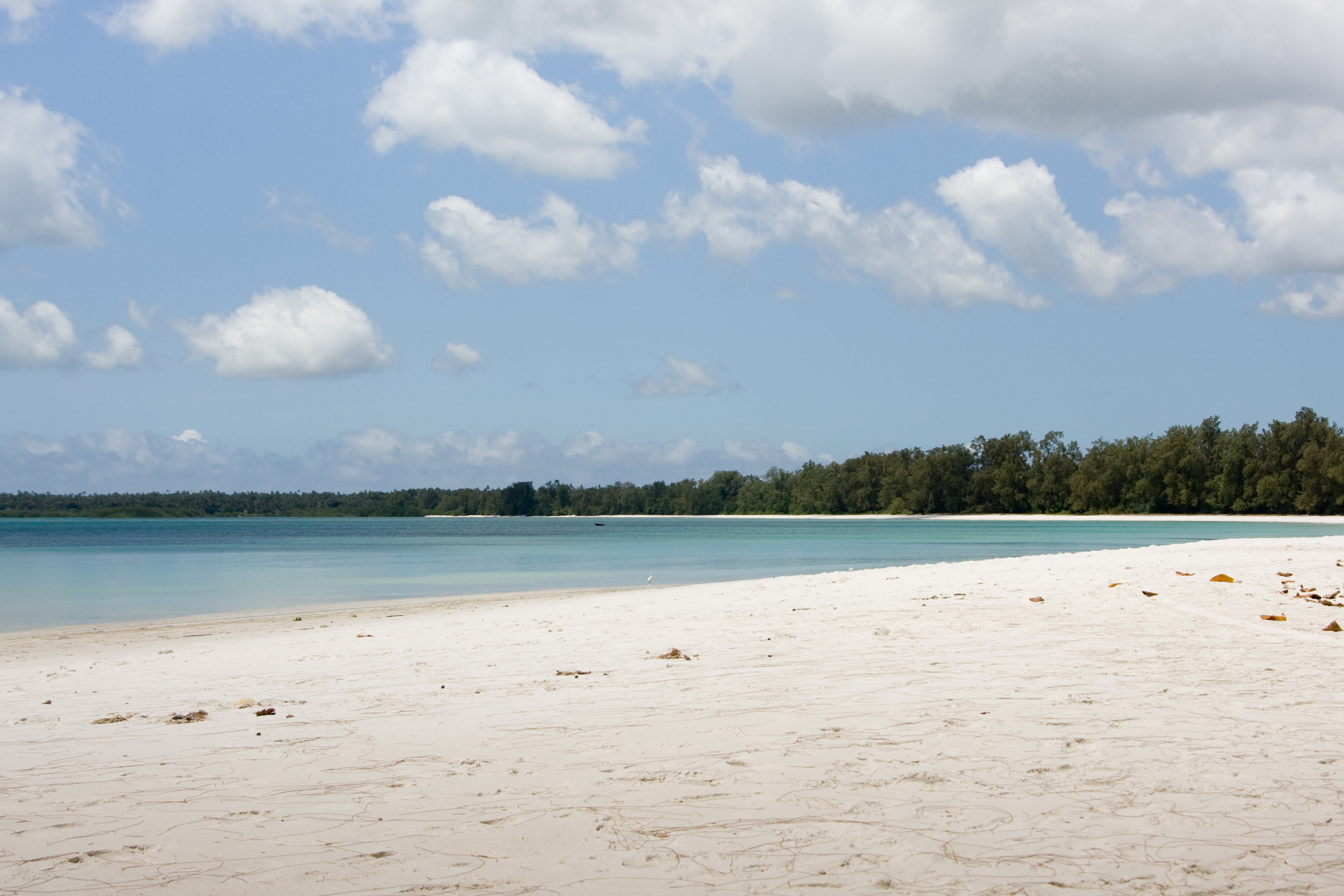
Der Strand in Vumawimbi an der Nordspitze.

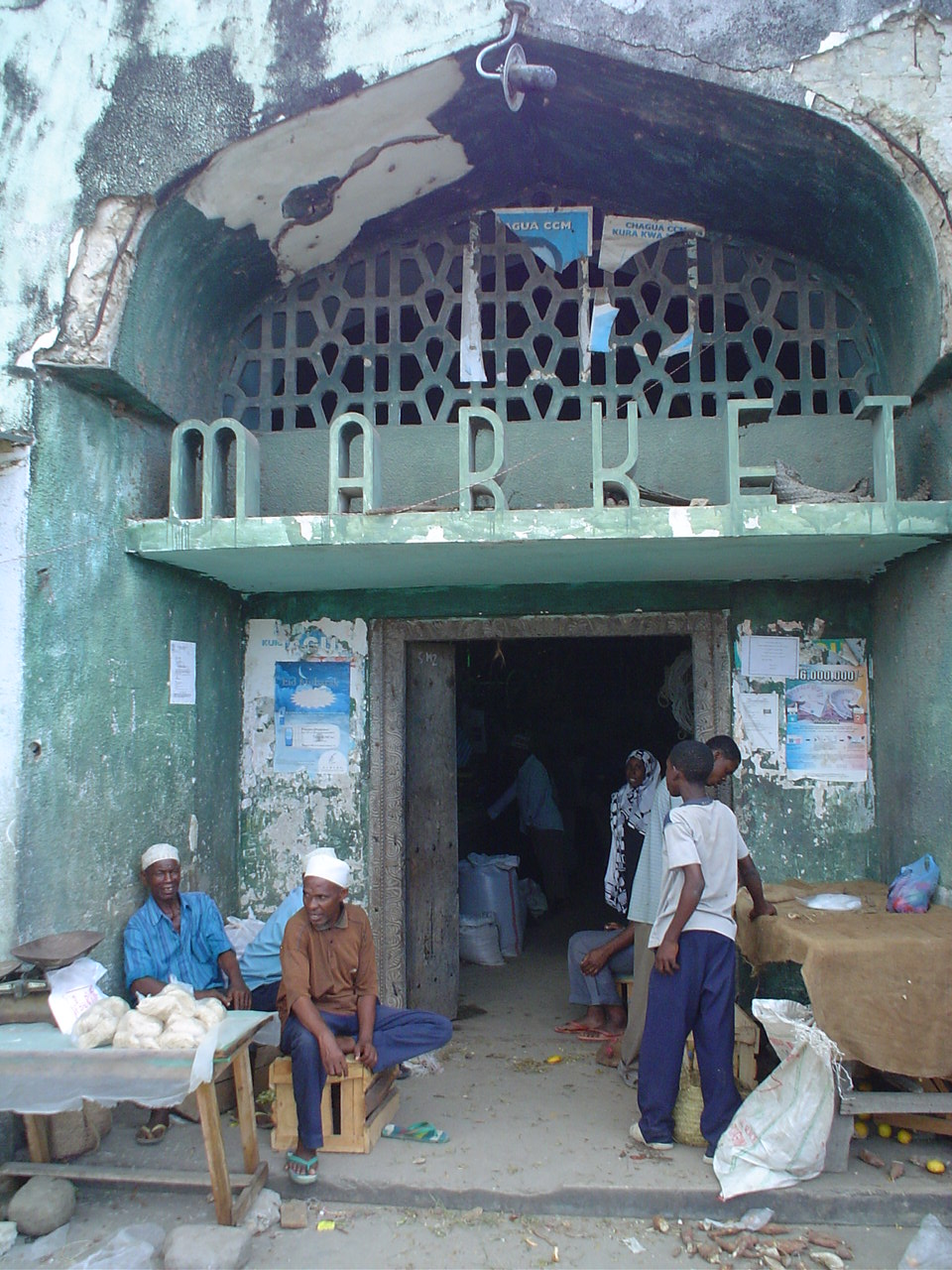
Markt in Wete.

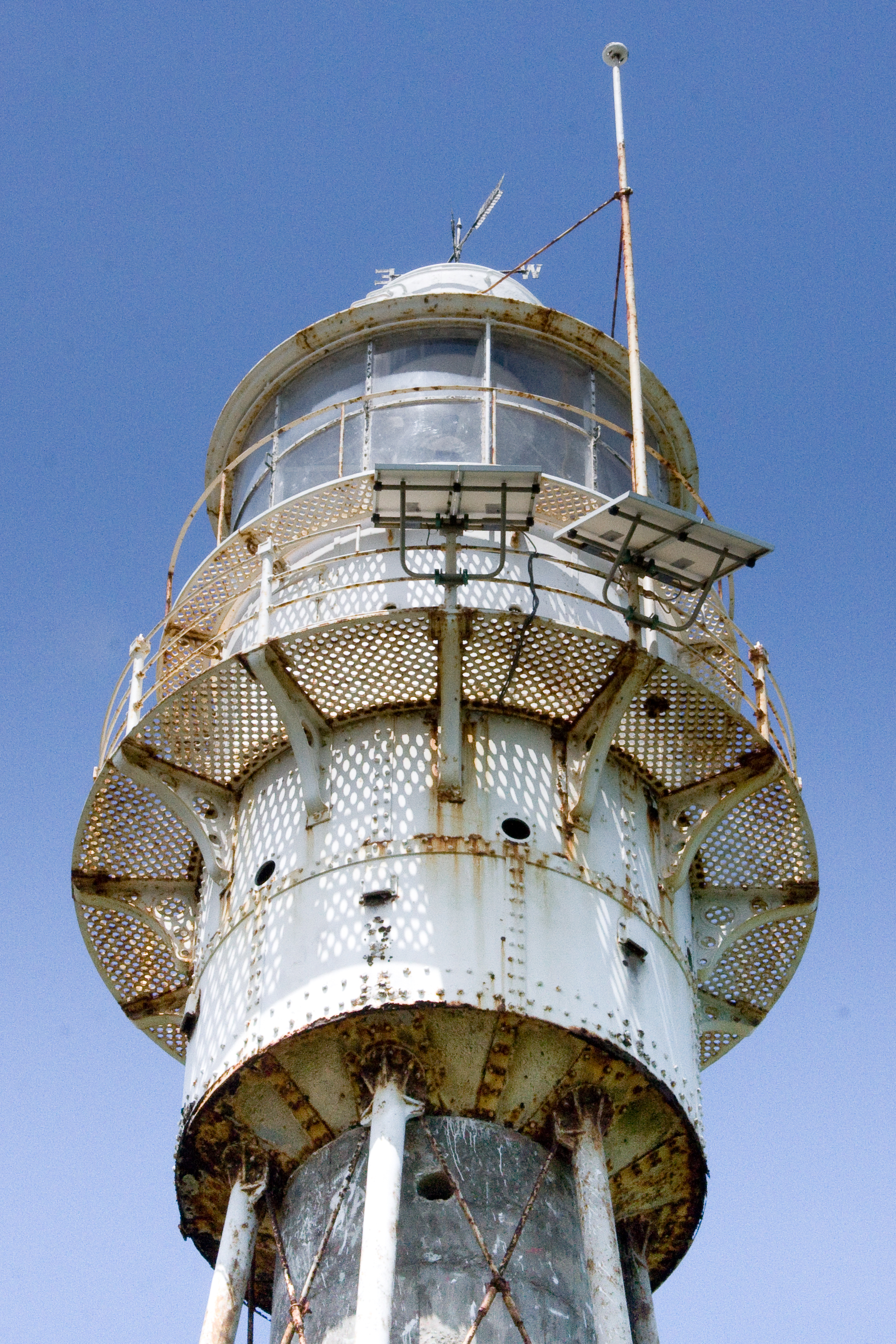
Leuchtturm bei Msuka.

## Geographie
Die Region hat eine Fläche von 574 Quadratkilometern und rund 210.000 Einwohner (Volkszählung 2012). Sie umfasst den nördlichen Teil der Insel Pemba und die umliegenden Inseln. Die größten dieser Inseln sind Kojana, Fundo und Njao. Die größten Siedlungen sind:
| Stadt     | Einwohner |
| --------- | --------- |
| Wete      | 26.450    |
| Micheweni | 9.838     |
| Konde     | 9.530     |

Das Land ist flach hügelig, die höchsten Erhebungen liegen weniger als hundert Meter über dem Meeresniveau. Bei tropischem Klima, Am nach der effektiven Klimaklassifikation, fallen rund 1500 bis 2000 Millimeter Niederschläge im Jahr. Die Durchschnittstemperatur liegt bei 25 Grad Celsius.
|                        | Jan  | Feb  | Mär  | Apr  | Mai  | Jun  | Jul  | Aug  | Sep  | Okt  | Nov  | Dez  |   |      |
| Mittl. Temperatur (°C) | 26,7 | 27,1 | 27,2 | 26,4 | 25,2 | 24,5 | 23,7 | 23,6 | 24,1 | 24,9 | 25,7 | 26,5 | ⌀ | 25,5 |
| Mittl. Tagesmax. (°C)  | 30,8 | 31,5 | 31,7 | 30,1 | 28,8 | 28,5 | 27,8 | 28   | 28,8 | 29,6 | 30,1 | 30,7 | ⌀ | 29,7 |
| Mittl. Tagesmin. (°C)  | 22,7 | 22,7 | 22,8 | 22,7 | 21,7 | 20,5 | 19,6 | 19,2 | 19,4 | 20,2 | 21,4 | 22,4 | ⌀ | 21,3 |
|                        |      |      |      |      |      |      |      |      |      |      |      |      |   |      |
| Niederschlag (mm)      | 66   | 51   | 134  | 410  | 378  | 121  | 80   | 50   | 37   | 92   | 181  | 114  | Σ | 1714 |

| 22,7 |

| 22,7 |

| 22,8 |

| 22,7 |

| 21,7 |

| 20,5 |

| 19,6 |

| 19,2 |

| 19,4 |

| 20,2 |

| 21,4 |

| 22,4 |

| 22,7 |

| 22,7 |

| 22,8 |

| 22,7 |

| 21,7 |

| 20,5 |

| 19,6 |

| 19,2 |

| 19,4 |

| 20,2 |

| 21,4 |

| 22,4 |

## Geschichte
Die Geschichte der Region hängt stark mit dem Seehandel zusammen. Die ersten städtischen Siedlungen wurden zwischen dem 11. und dem 16. Jahrhundert erbaut.

## Verwaltungsgliederung
Die Region besteht aus den zwei Distrikten Wete und Micheweni.
| Distrikt  | Einwohner 1988 | Einwohner 2002 | Einwohner 2012 |
| --------- | -------------- | -------------- | -------------- |
| Wete      | 76.125         | 102.060        | 107.916        |
| Micheweni | 61.064         | 83.266         | 103.816        |

## Bevölkerung
Die Einwohnerzahl stieg von 137.189 im Jahr 1988 auf 185.326 bei der Volkszählung 2002 und weiter auf 211.732 im Jahr 2012. Die Alphabetisierungsrate liegt bei 65 Prozent, etwas höher bei Männern, unter 62 Prozent bei Frauen. Etwa 40.000 Menschen leben in Städten, 170.000 auf dem Land (Stand 2012).

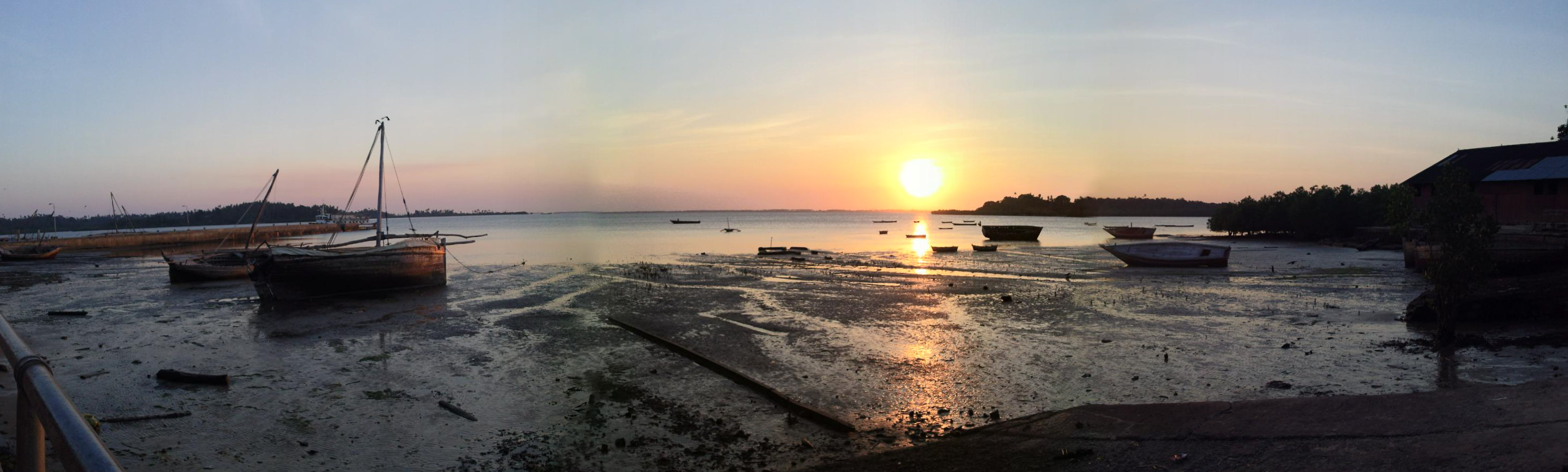
Der Hafen in Wete.

## Wirtschaft und Infrastruktur
- Beschäftigung: Von den rund 140.000 Über-Zehnjährigen waren im Jahr 2012 ein Viertel Schüler oder Studenten, über vierzig Prozent waren beschäftigt, rund 20 Prozent arbeiteten im Haushalt und vier Prozent waren arbeitslos. Von den fast 60.000 Beschäftigten arbeitete über die Hälfte in der eigenen Landwirtschaft, zwölf Prozent waren Fischer, fast zwanzig Prozent sonstige Selbständige und vierzehn Prozent waren Angestellte.[8]
- Flughafen: Der nächste Flughafen ist der Flughafen Pemba, etwa 30 Kilometer südlich von Wete.[9]
- Fähre: In Wete gibt es einen kleinen Hafen mit einem 147 Meter langen und 6,5 Meter breiten Steg, jedoch ohne Fährverbindungen zum Festland.[10][11]

## Naturschutzgebiete, Sehenswürdigkeiten
- Ngezi Waldreservat: Dieser 1476 Hektar große Wald an der Nordwest-Spitze der Insel wurde im Jahr 1950 zum Reservat erklärt. Auf geführten Wandersafaris sieht man rote Colobusaffen, Pemba-Flughunde, Buschbabys und verschiedene Vogelarten.[12][13]